# Oh Jae-suk
Dans ce nom coréen, le nom de famille, Oh, précède le nom personnel.
Oh Jae-suk (coréen : 오재석), né le 4 janvier 1990 à Uijeongbu, en Corée du Sud, est un footballeur sud-coréen, qui évolue au poste de défenseur.

## Palmarès
- Vainqueur de la Coupe de Corée du Sud en 2010 avec le Suwon Bluewings FC.
- Médaillé de bronze aux Jeux olympiques d'été de 2012 avec la Corée du Sud olympique.
- Championnat du Japon en 2014